# Heriades xanthogaster
Heriades xanthogaster är en biart som beskrevs av Cockerell 1932. Heriades xanthogaster ingår i släktet väggbin, och familjen buksamlarbin. Inga underarter finns listade i Catalogue of Life.